# 2122 Pyatiletka
2122 Pyatiletka è un asteroide della fascia principale. Scoperto nel 1971, presenta un'orbita caratterizzata da un semiasse maggiore pari a 2,4027129 UA e da un'eccentricità di 0,0289114, inclinata di 7,89237° rispetto all'eclittica.